# Malburgen-Oost (Noord)
Malburgen-Oost (Noord) is een wijk in Arnhem-Zuid die deel uitmaakt van de wijk Malburgen. De wijk ligt in het zuidoosten van Arnhem tussen de Rijn en de wijk Malburgen-Oost (Zuid). In het oosten grenst de wijk aan de stad Huissen (gemeente Lingewaard). Malburgen-Oost (Noord) bestaat uit twee buurten: de Groene Weide, en Kamillehof en Bakenhof. De wijk heeft een scoutinggroep, Lido '76.

## Groene Weide
De Groene Weide is het westelijke deel van de wijk. In het oosten wordt deze begrensd door de Snoekstraat en de Barbeelstraat.

## Kamillehof en Bakenhof
De Kamillehof en Bakenhof is het oostelijk deel van Malburgen-Oost (Noord). In het meest oostelijke deel is van 2006 tot 2010 een nieuwbouwwijk gebouwd, het Stadseiland.

## Foto's

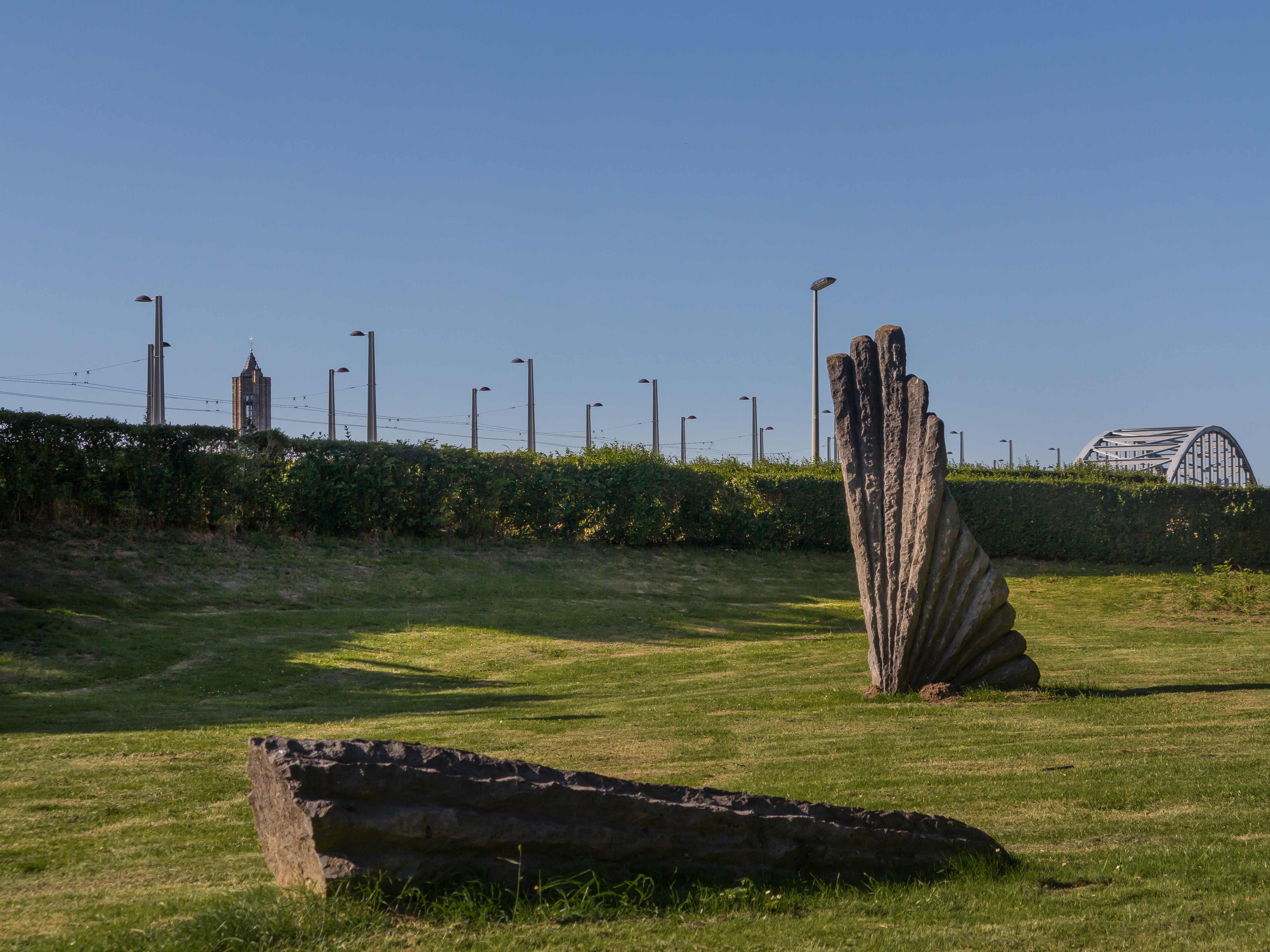
Sculptuur aan de Malburgse Bandijk
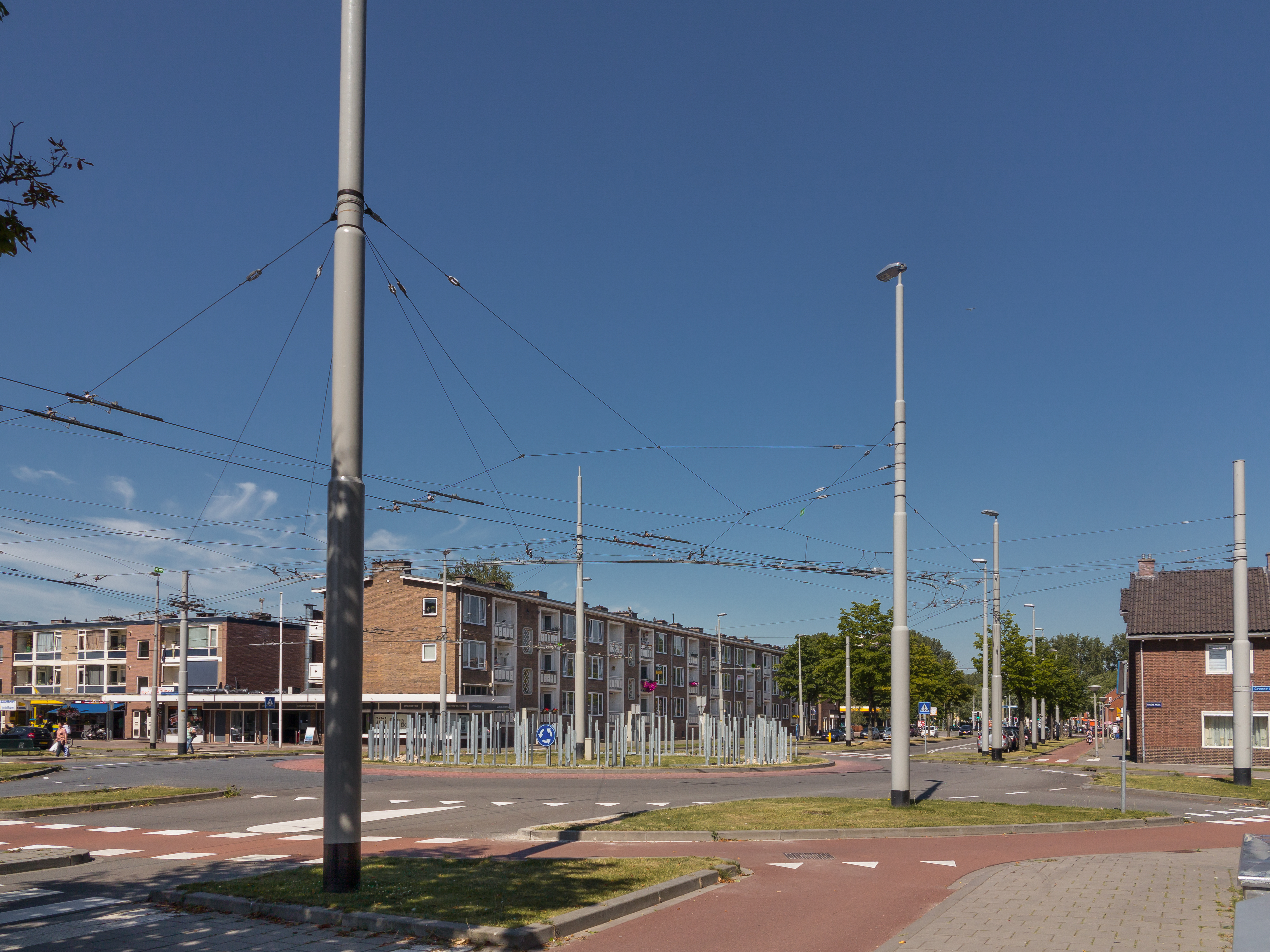
Rotonde Huissensestraat - Groene Weide - Sint Gangulphusplein
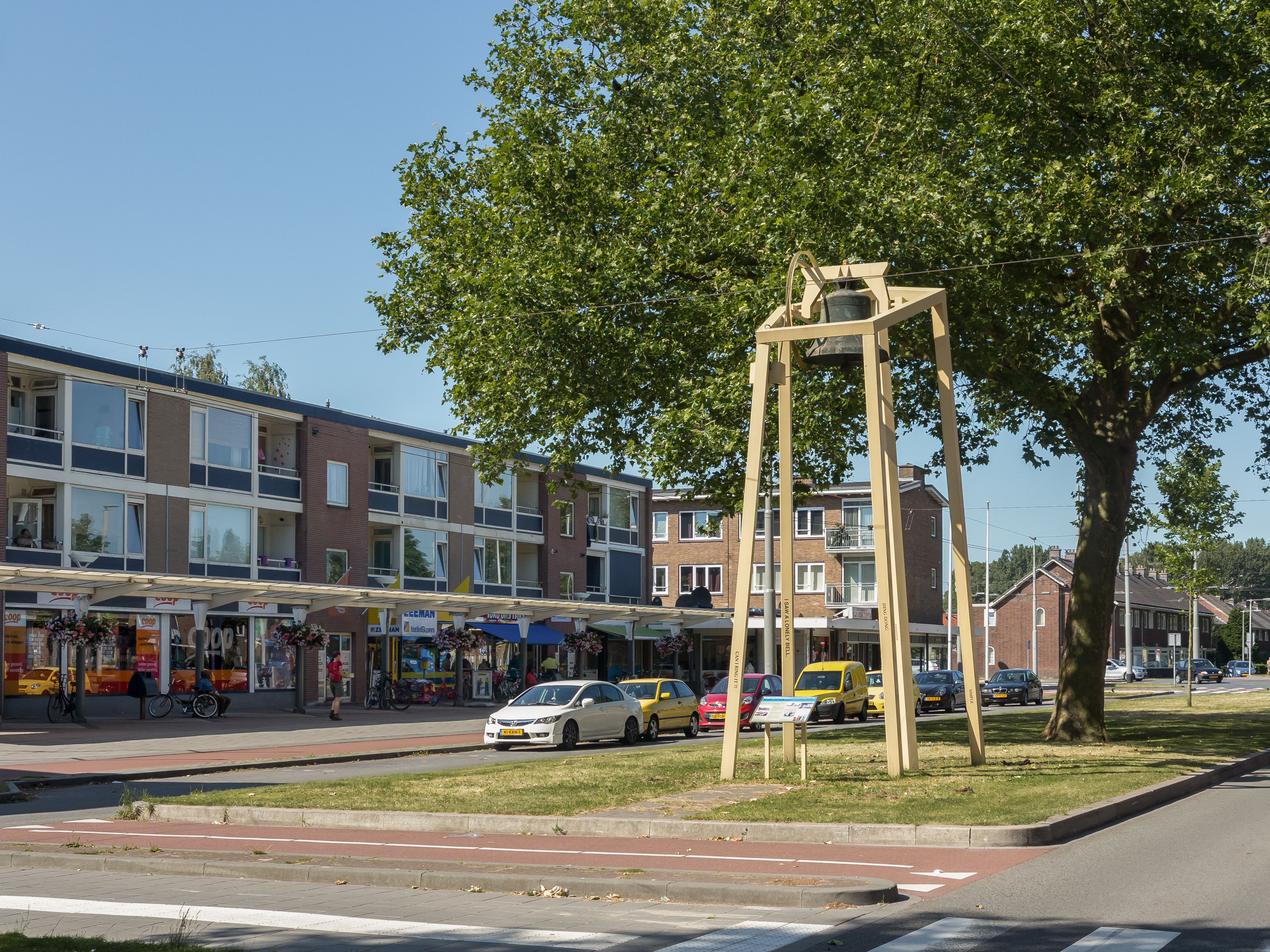
De klokken van de Sacramentskerk
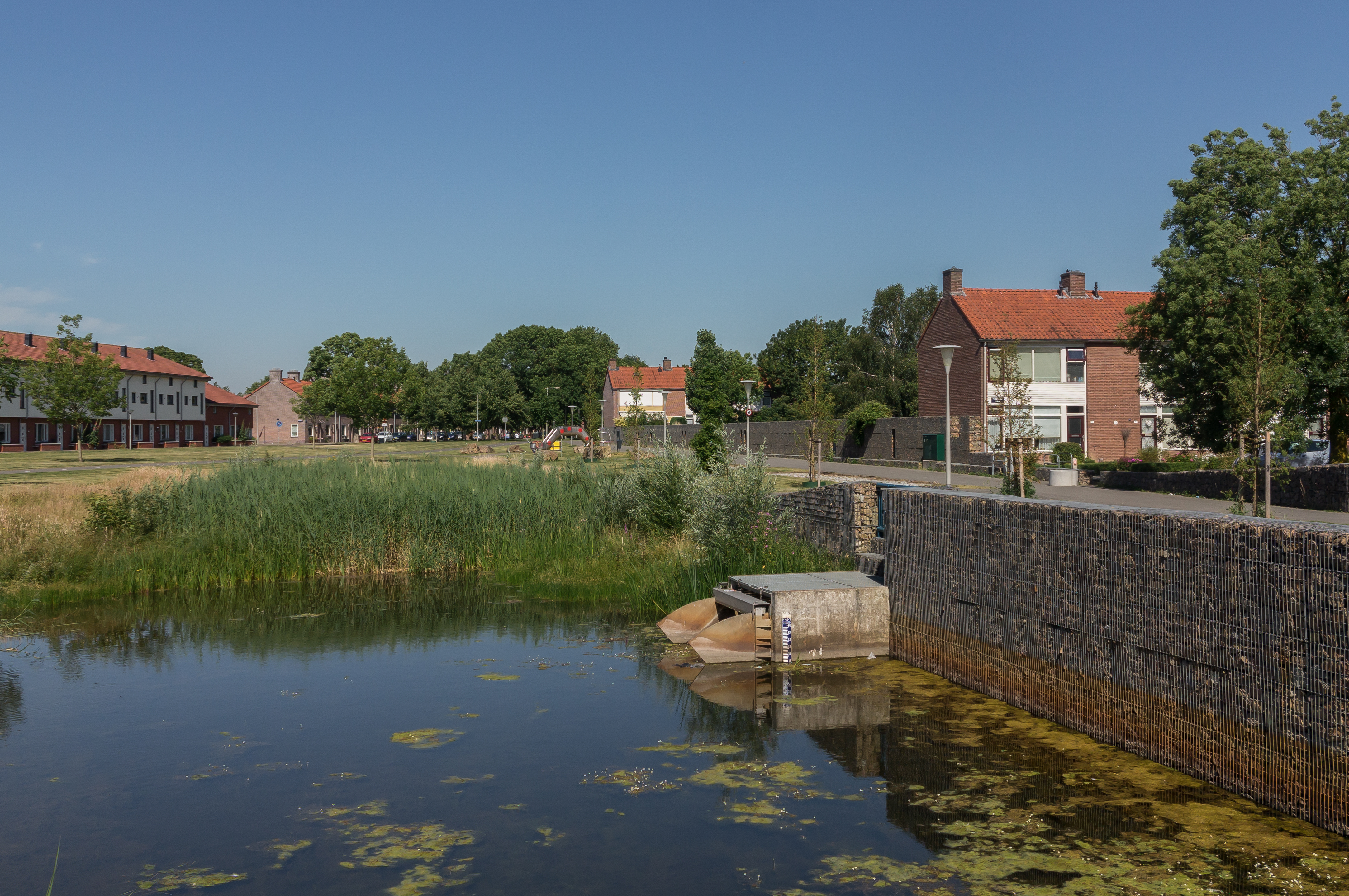
Het Valeriaanpad
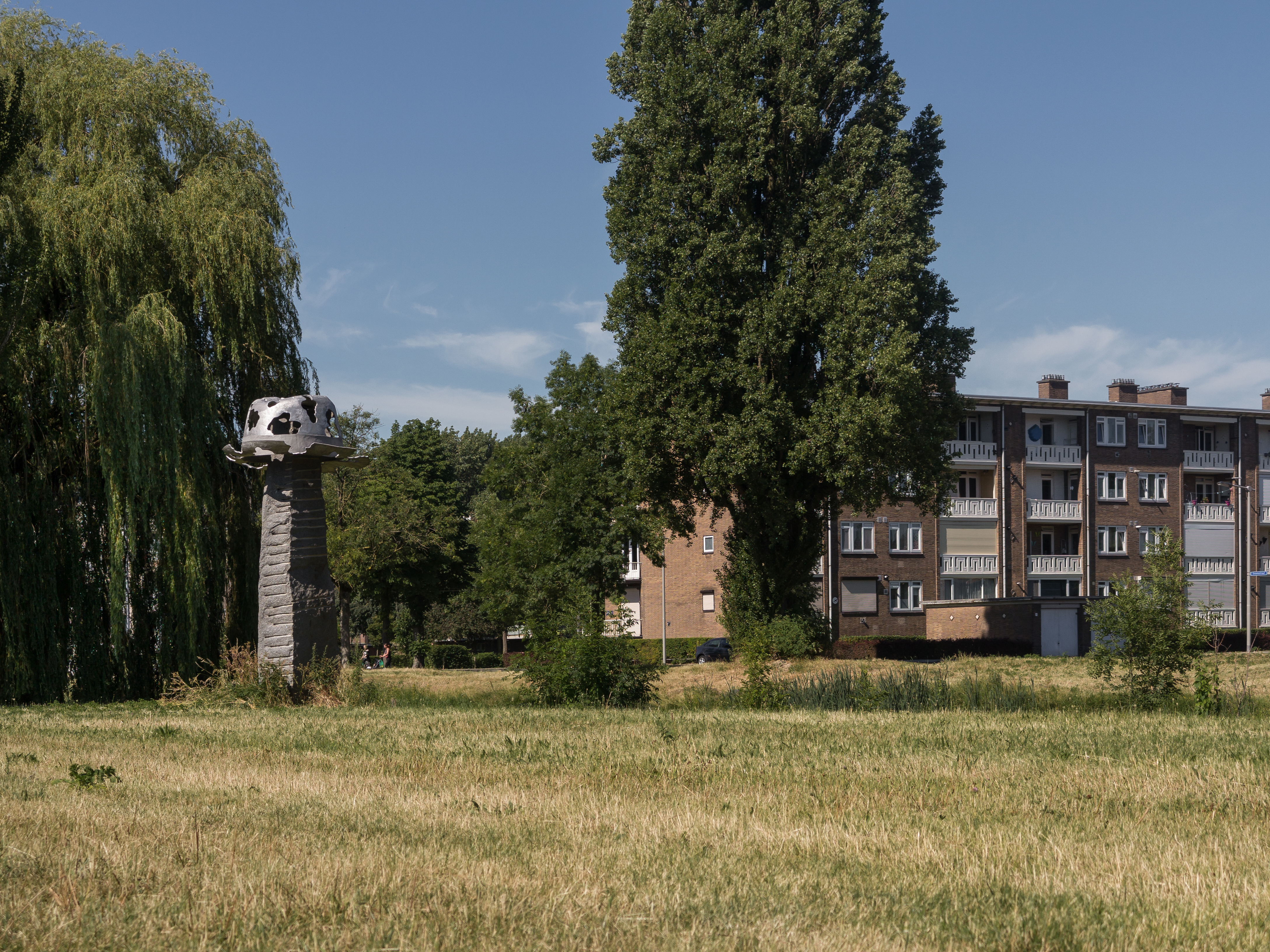
Sculptuur bij de Snoekstraat
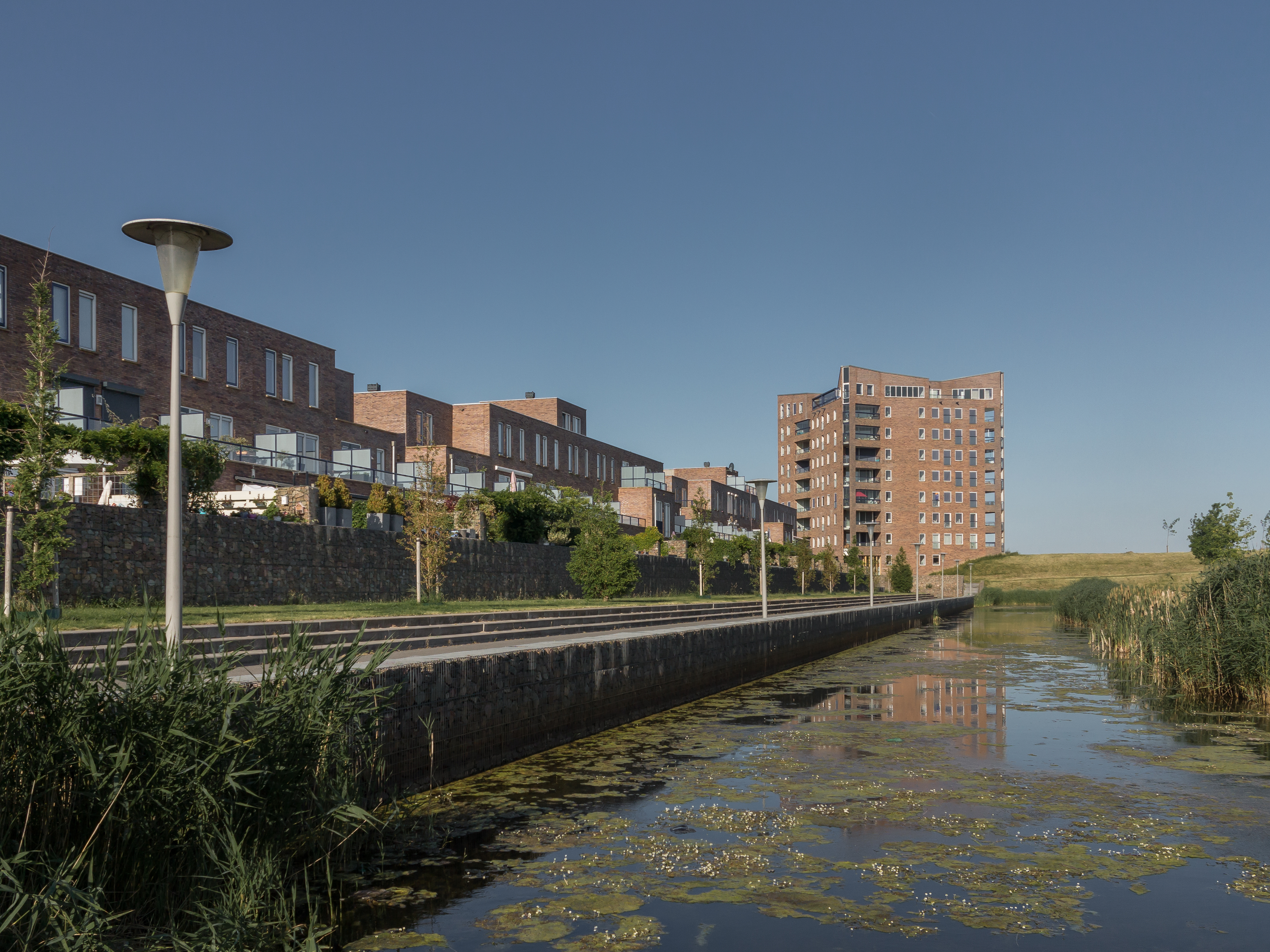
Stadseiland, de Wijdserijn in straatzicht
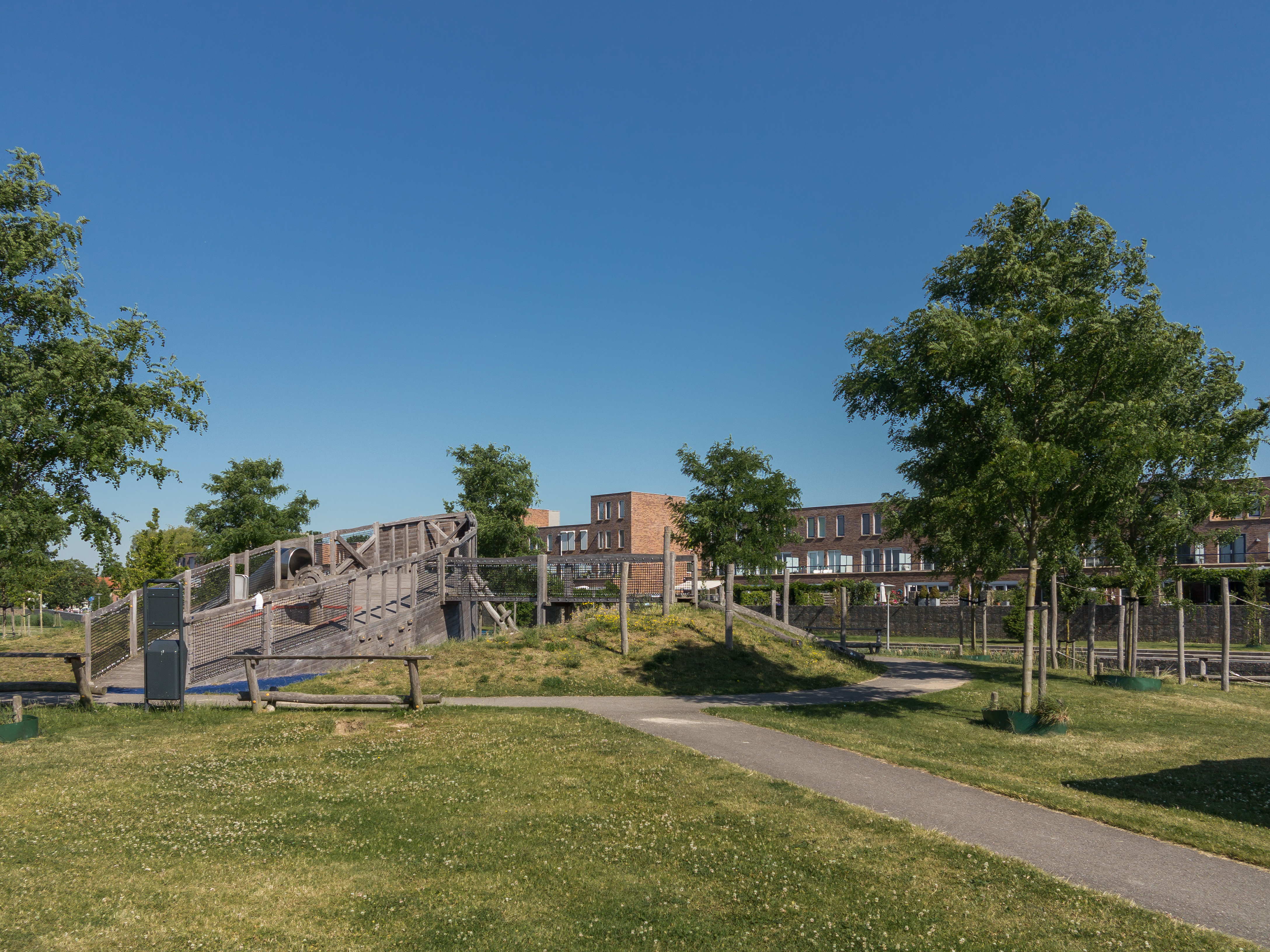
Stadseiland, speelterrein bij Kea Boumanstraat
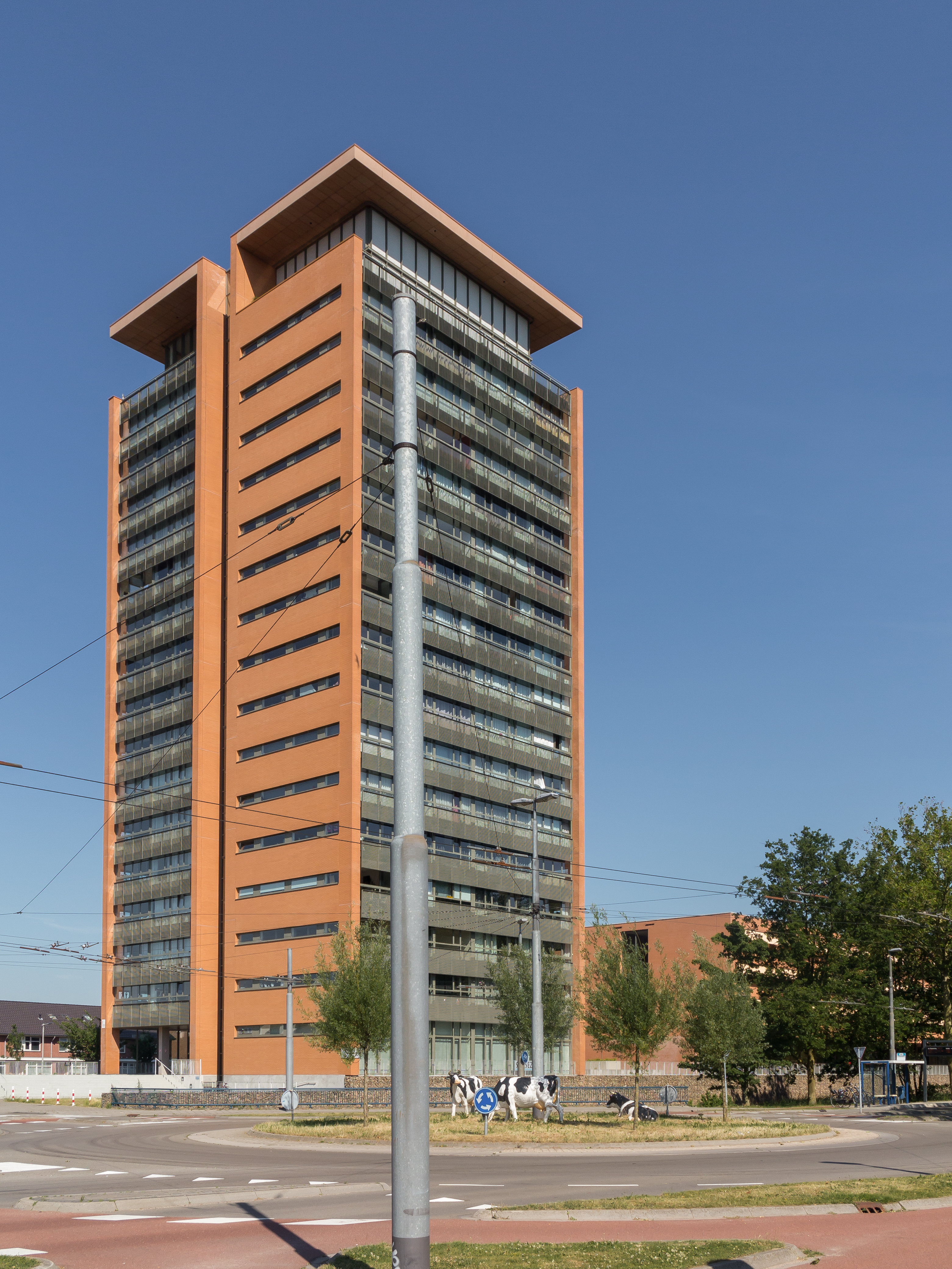
Stadseiland, flat Abe Lenstrahof